# Château de Vaiges
Le château de Vaiges était un château situé à Vaiges. C'était une des dix châtellenies du comté de Laval. 

## Histoire
En 1456, c'est un chastel où ne résident que façon épisodique René de Vays et Anne de Champaigne. Un aveu précise le droit pour le seigneur quand il vient en sa ville de Vaiges de prendre linge, couvertures, couettes, pots, poelles et toutes ustencilles d’ostel, chevaux et jumens, pour ses nécessités, sur la bourgeoisie et héritages de Vaige